# Mugestihavas
Mugestihavas (románul: Mugești) falu Romániában, Erdélyben, Fehér megyében.

## Fekvése
Kudzsir közelében fekvő település.

## Története
Mugestihavas korábban Kudzsir része volt és 1913-ban Hunyad vármegye Szászvárosi járásához tartozott. 1956 körül vált külön 204 lakossal.
1966-ban 206 román lakosa volt. 1977-ben 265 lakosából 261 román, 3 magyar volt. 1992-ben 152, 2002-ben pedig 130 román lakosa volt.